# Franz Carl Mertens
Franz Carl Mertens (Bielefeld, 3 aprile 1764 – Brema, 19 giugno 1831) è stato un botanico tedesco.

## Biografia
Mertens studiè teologia e lingue all'Università di Halle e, dopo la laurea, insegnè lezioni al Politecnico di Brema. Nel tempo libero studiò botanica e attraverso un amico comune incontrò il botanico tedesco Albrecht Wilhelm Roth (1757-1834). Con Roth, intraprese spedizioni scientifiche in tutta Europa, tra cui la Scandinavia.
Da questi viaggi, Mertens descrisse una serie di specie di alghe. Eseguì lavori illustrativi sul Volume 3 Catalecta botanica di Roth. Con il professore di Erlang Wilhelm Daniel Joseph Koch (1771-1849), pubblicò la terza edizione della flora Deutschlands di Johann Christoph Röhling, un trattato in cinque volumi sulla flora tedesca.
Il genere vegetale Mertensia della famiglia Boraginaceae prende il nome da lui, mentre il genere ctenophore Mertensia prende il nome da suo figlio Karl Heinrich Mertens (1796-1830).